# Lindavista, Chenalhó
Lindavista är en ort i Mexiko.   Den ligger i kommunen Chenalhó och delstaten Chiapas, i den sydöstra delen av landet, 800 km öster om huvudstaden Mexico City. Lindavista ligger 1 880 meter över havet och antalet invånare är 304.
Terrängen runt Lindavista är bergig, och sluttar norrut. Runt Lindavista är det ganska tätbefolkat, med 134 invånare per kvadratkilometer. Närmaste större samhälle är Pantelhó, 15,0 km nordost om Lindavista. Omgivningarna runt Lindavista är en mosaik av jordbruksmark och naturlig växtlighet.